# وایت ستلمنت (تگزاس)
وایت ستلمنت، تگزاس(به انگلیسی: White Settlement, Texas) شهری در ایالت تگزاس از ایالات جنوبی ایالات متحده آمریکا است. در سرشماری سال ۲۰۰۰، جمعیت این شهر ۱۴۸۳۱ نفر اعلام شد.